# Nattfödd
Nattfödd är det finska folk metal-bandet Finntrolls fjärde album. Albumet släpptes 2004.

## Låtlista
1. "Vindfärd" / "Människopesten" (Trollhorn) – 5:36
2. "Eliytres" (Wilska/Trollhorn/Tundra) – 3:46
3. "Fiskarens fiende" (Wilska/Trollhorn/Tundra) – 3:47
4. "Trollhammaren" (Wilska/Trollhorn/Tundra) – 3:33
5. "Nattfödd" (Wilska/Trollhorn) – 4:51
6. "Ursvamp" (Wilska/Trollhorn/Tundra) – 2:03
7. "Marknadsvisan" (Wilska/Routa/Trollhorn/Tundra) – 2:00
8. "Det iskalla trollblod" (Trollhorn) – 3:54
9. "Grottans barn" (Trollhorn) – 4:37
10. "Rök" (Routa) – 2:23

## Medverkande
Finntroll
- Trollhorn (Henri Sorvali) – keyboard
- Routa (Mikael Karlbom) – gitarr
- Tapio Wilska – sång
- B. Dominator (Samu Ruotsalainen) – trummor
- Skrymer (Samuli Ponsimaa) – gitarr
- Tundra (Sami Uusitalo) – basgitarr

Produktion
- Tundra – producent
- Trollhorn – producent
- Tuomo Valtonen – inspelning, mixning
- Mika Jussila – mastering
- Skrymer – omslagsdesign